# Знаки почтовой оплаты СССР (1987)
Зна́ки почто́вой опла́ты СССР (1987) — перечень (каталог) знаков почтовой оплаты (почтовых марок), введённых в обращение дирекцией по изданию и экспедированию знаков почтовой оплаты Министерства связи СССР в 1987 году.

## Список коммеморативных (памятных) марок
Порядок следования элементов в таблице соответствует номеру по каталогу марок СССР (ЦФА), в скобках приведены номера по каталогу «Михель».
| № по каталогу                        | Изображение | Описание и источники                                                             | Номинал   | Дата выпуска         | Тираж     | Художник       |
| ------------------------------------ | ----------- | -------------------------------------------------------------------------------- | --------- | -------------------- | --------- | -------------- |
| (ЦФА [АО «Марка»] № 5798) (Mi #5677) |             | «XVIII съезд профсоюзов СССР».                                                   | 0,05 руб. | 7 января 1987 года   | 3 000 000 | Юрий Арцименев |
| (ЦФА [АО «Марка»] № 5799) (Mi #5678) |             | Серия «Красная книга СССР. Бабочки»: - Алкиной (лат. Atrophaneura alcinous).     | 0,04 руб. | 15 января 1987 года  | 6 000 000 | Иван Сущенко   |
| (ЦФА [АО «Марка»] № 5800) (Mi #5679) |             | Серия «Красная книга СССР. Бабочки»: - Махаон (лат. Papilio machaon).            | 0,05 руб. | 15 января 1987 года  | 5 700 000 | Иван Сущенко   |
| (ЦФА [АО «Марка»] № 5801) (Mi #5680) |             | Серия «Красная книга СССР: бабочки»: - Алексанор (лат. Papilio alexanor).        | 0,10 руб. | 15 января 1987 года  | 4 000 000 | Иван Сущенко   |
| (ЦФА [АО «Марка»] № 5802) (Mi #5681) |             | Серия «Красная книга СССР: бабочки»: - Хвостоносец Маака (лат. Papilio maackii). | 0,15 руб. | 15 января 1987 года  | 3 300 000 | Иван Сущенко   |
| (ЦФА [АО «Марка»] № 5803) (Mi #5682) |             | Серия «Красная книга СССР: бабочки»: - Подалирий (лат. Iphiclides podalirius).   | 0,30 руб. | 15 января 1987 года  | 3 200 000 | Иван Сущенко   |
| (ЦФА [АО «Марка»] № 5894) (Mi #5777) |             | «С Новым, 1988 годом!»: - Вид на Кремль.                                         | 0,05 руб. | 2 декабря 1987 года  | 5 000 000 | Адольф Плетнёв |
| (ЦФА [АО «Марка»] № 5902) (Mi #5785) |             | 30-летие Организации солидарности народов Азии и Африки.                         | 0,10 руб. | 26 декабря 1987 года | 1 900 000 | Юрий Арцименев |

## Почтовые конверты с оригинальными марками
Конве́рт с оригина́льной ма́ркой (сокращённо — КсОМ) — почтовый конверт, который является предметом коллекционирования и относится к цельным вещам. Представляет собой вид почтового конверта (обычно иллюстрированного), на котором в качестве знака почтовой оплаты предварительно напечатано заранее предусмотренное изображение коммеморативной марки, самостоятельно не выпускавшейся. Такая марка является оригинальной, поскольку отдельно от данного конверта не существует. Не следует их путать с целыми вещами — конвертами или карточками, на которых, в отличие от цельных вещей, почтовые марки наклеены, например, конвертами первого дня.
В 1987 году было выпущено видов почтовых конвертов СССР с оригинальными марками.
| № по каталогу          | Изображение | Описание и источники | Номинал   | Дата выпуска      | Тираж    | Художник |
| ---------------------- | ----------- | --- | --------- | ----------------- | -------- | -------- |
| (ЦФА [АО «Марка»] № ?) |             | «50-летие беспосадочного перелёта В. П. Чкалова, Г. Ф. Байдукова и А. В. Белякова по маршруту Москва — Северный полюс — Портленд (США) 18—20.VI.1937»     | 0,05 руб. | 21 мая 1987 года  | нет в АИ | нет в АИ |
| (ЦФА [АО «Марка»] № ?) |             | «50-летие беспосадочного перелёта М. М. Громова, А. Б. Юмашева и С. А. Данилина по маршруту Москва — Северный полюс — Сан-Джасинто (США) 12—14.VII.1937». | 0,05 руб. | 12 июля 1987 года | нет в АИ | нет в АИ |

## Комментарии
1. ↑  Ниже приведён перечень памятных художественных марок (с возможностью сортировки по номиналу, тиражу и дате введения в обращение).
2. ↑  XVIII съезд профсоюзов СССР: на многоцветной марке  (ЦФА [АО «Марка»] № 5798) — рабочие, текст: «XVIII съезд советских профсоюзов». Глубокая печать, перфорирована: рамочная зубцовка 11½ (на каждые 2 сантиметра края марки приходится 11½ зубцов). В марочных листах 50 (10×5) марок[2][6][7].
3. 1 2 3 4 5  Окончание серии, начало — смотри 18 марта 1986 года[8].
4. ↑  Серия «Красная книга СССР: бабочки». На многоцветной марке  (ЦФА [АО «Марка»] № 5799) Алкиной (лат. Atrophaneura alcinous). Офсетная печать, перфорирована: комбинированная гребенчатая зубцовка 12½:12 (на каждые 2 сантиметра края марки приходится 12½:12 зубцов). Памятный чёрный текст: «Красная книга СССР», а также латинское и русское название изображённой бабочки. В марочных листах 36 (6×6) марок[2][6][7][9].
5. ↑  Серия «Красная книга СССР: бабочки». На многоцветной марке  (ЦФА [АО «Марка»] № 5800) Махаон (лат. Papilio machaon). Офсетная печать, перфорирована: комбинированная гребенчатая зубцовка 12½:12 (на каждые 2 сантиметра края марки приходится 12½:12 зубцов). Памятный чёрный текст: «Красная книга СССР», а также латинское и русское название изображённой бабочки. В марочных листах 36 (6×6) марок[2][6][7][9].
6. ↑  Серия «Красная книга СССР: бабочки». На многоцветной марке  (ЦФА [АО «Марка»] № 5801) Алексанор (лат. Papilio alexanor). Офсетная печать, перфорирована: комбинированная гребенчатая зубцовка 12½:12 (на каждые 2 сантиметра края марки приходится 12½:12 зубцов). Памятный чёрный текст: «Красная книга СССР», а также латинское и русское название изображённой бабочки. В марочных листах 36 (6×6) марок[2][6][7][9].
7. ↑  Серия «Красная книга СССР: бабочки». На многоцветной марке  (ЦФА [АО «Марка»] № 5802) Хвостоносец Маака (лат. Papilio maackii). Офсетная печать, перфорирована: комбинированная гребенчатая зубцовка 12½:12 (на каждые 2 сантиметра края марки приходится 12½:12 зубцов). Памятный чёрный текст: «Красная книга СССР», а также латинское и русское название изображённой бабочки. В марочных листах 36 (6×6) марок[2][6][7][9].
8. ↑  Серия «Красная книга СССР: бабочки». На многоцветной марке  (ЦФА [АО «Марка»] № 5803) Подалирий (лат. Iphiclides podalirius). Офсетная печать, перфорирована: комбинированная гребенчатая зубцовка 12½:12 (на каждые 2 сантиметра края марки приходится 12½:12 зубцов). Памятный чёрный текст: «Красная книга СССР», а также латинское и русское название изображённой бабочки. В марочных листах 36 (6×6) марок[2][6][7][9].
9. ↑  Новогодняя марка «С Новым, 1988 годом!»: на многоцветной марке  (ЦФА [АО «Марка»] № 5894) — вид на Кремль. Офсетная печать, перфорирована: комбинированная гребенчатая зубцовка 12:12½ (на каждые 2 сантиметра края марки приходится 12:12½ зубцов). В марочных листах 36 (6×6) и малые листы (кляйнбогены) по 8 (2×4) марок[2][10][11].
10. ↑  30-летие Организации солидарности народов Азии и Африки: на многоцветной марке  (ЦФА [АО «Марка»] № 5902) текст: «Организация солидарности народов Азии и Африки. XXX лет ОСНАА». Глубокая печать, перфорирована: рамочная зубцовка 11½ (на каждые 2 сантиметра края марки приходится 11½ зубцов). В марочных листах 50 (10×5) марок[2][10][12].
11. ↑  Оригинальная почтовая марка на конверте погашена штемпелем первого дня гашений.
12. 1 2  Дата указана на обратной стороне конверта.
13. ↑  Указанная информация содержится на обратной стороне почтового конверта с оригинальной маркой.